# Frank Bowling
Sir Richard Sheridan Franklin Bolos OBE RA (Bartica, 26 de febrero de 1934), conocido como Frank Bowling, es un artista británico nacido en Guyana. Sus pinturas se relacionan con el expresionismo abstracto, la pintura de campos de color y la abstracción lírica. Se arroja parte de cada año entre Londres y Nueva York, donde tiene estudios. 
Sus pinturas se han exhibido en numerosas exposiciones en Europa, el Reino Unido y los Estados Unidos y están incluidas en importantes colecciones privadas y corporativas en todo el mundo. 
Su obra también se puede ver en las colecciones permanentes del Museo Metropolitano de Arte  y el Museo de Arte Moderno de Nueva York, así como en la Tate Gallery de Londres. 